# Марсело Б'єлса
Марсело Б'єлса (ісп. Marcelo Bielsa, нар. 21 липня 1955, Росаріо) — аргентинський футболіст, захисник. По завершенні ігрової кар'єри — футбольний тренер.

## Ігрова кар'єра
У дорослому футболі дебютував 1976 року виступами за команду клубу «Ньюеллс Олд Бойз», в якій провів два сезони, узявши участь у 25 матчах чемпіонату.
Упродовж 1978-1979 років захищав кольори команди клубу «Інституто».
Завершив професійну ігрову кар'єру нижче ліговому клубові «Аргентино де Росаріо», за команду якого виступав упродовж 1979-1980 років.

## Кар'єра тренера
Розпочав тренерську кар'єру, повернувшись до футболу після невеликої перерви, 1988 року як тренер молодіжної команди клубу «Ньюеллс Олд Бойз».
Надалі очолював головну команду «Ньюеллс Олд Бойз», команди мексиканських клубів «Атлас» і «Америка» аргентинський «Велес Сарсфілд» та іспанський «Еспаньйол».
1998 року прийняв пропозицію Аргентинської футбольної асоціації очолити національну збірну цієї країни. Пропрацював з аргентинською збірної до 2004 року. Вивів команду до фінальної частини чемпіонату світу 2002 року, у рамках якої, утім, аргентинці завершили виступи вже на груповому турнірі. 2004 року очолювана Б'єлсою олімпійська збірна Аргентини здобула золоті нагороди на тогорічних Олімпійських іграх. Того ж року досить неочікувано пішов у відставку з позиції очільника національної команди Аргентини.
2007 року був призначений головним тренером національної збірної Чилі. Забезпечив вихід чилійців до фінальної частини чемпіонату світу 2010 року, де збірна цієї країни подолала груповий етап, проте вже на стадії 1/8 фіналу поступилася збірній Бразилії та припинила боротьбу в турнірі.
У лютому 2011 року за власним бажанням залишив роботу в збірній Чилі, того ж року повернувся до клубного футболу, очоливши тренерський штаб «Атлетика» (Більбао), з яким пропрацював до літа 2013 року.
У травні 2014 року було оголошено про призначення Б'єлси новим головним тренером марсельського «Олімпіка». Пропрацював з марсельською командою один повний сезон 2014/2015, в якому команда фінішувала на четвертому рядку турнірної таблиці першості Франції. Після першої ж гри наступного сезону, в якій «Олімпік» програв «Кану», аргентинець подав у відставку, зазначивши наявність розбіжностей з керівництвом марсельського клубу.
6 червня 2016 року був призначений головним тренером італійського «Лаціо», проте вже за два дні, 8 червня, відмовився від виконання контрактних зобов'язань перед цим клубом, назвавши причиною свого рішення невиконання керівництвом клубу обіцянок щодо кадрового підсилення команди.

## Титули та досягнення

### Як тренера
«Ньюеллс Олд Бойз»
- Чемпіон Аргентини: 1990-91, 1991-92

«Велес Сарсфілд»
- Чемпіон Аргентини: 1997-98

Збірна Аргентини (U-23)
- Олімпійський чемпіон: 2004

Збірна Аргентини
- Срібний призер Кубка Америки: 2004

Збірна Уругваю
- Бронзовий призер Кубка Америки: 2024[1]

### Особисті
- Футбольний тренер року в Південній Америці: 2009